# Ples
Ples je vrsta izražanja, umetnosti in zabave. Ples je govorica telesa, ki se izraža skozi ritem glasbe. Lahko predstavlja stil človekovega življenja. Gibanje z glasbo človeku lahko ustvari zadovoljstvo. Ples je del kulturne izobrazbe vsakega posameznika. Posamezni plesi so del kulture posameznega naroda, prostora, časa. Ples, npr. balet, je tudi umetnost. Določeni plesi so šport v katerem se prepleta usklajenost posameznega, dveh ali več teles. Najstarejši slikovni zapisi o plesu, segajo celo do 15 000 let  nazaj. Nekoč je bil ples vezan na religijo in njene običaje, z razvojem kultur je postal še oblika zabave sprva majhnih skupin, kasneje pa način preživljanja prostega časa velikih množic. 
Glede na okolje, v katerem se ples odvija, gre lahko za umetniški ples, športni ples oziroma rekreativni ples, balet, dvorni ples, ljudski ples, obredni ples, itd.
Množico plesnih oblik delimo še v raznovrstne skupine: standardni plesi, pri standardnih plesih je drža telesa toga, plesna drža je zaprta, prisotno je valovito gibanje. Latinsko-ameriški plesi, za katere je značilno gibanje v bokih, sproščena drža,... Družabni plesi, folklorni plesi, ki se plešejo v ljudskih nošah, disco plesi, show plesi, orientalski plesi (trebušni ples), sodobni plesi (hiphop),... Plešeta običajno dva (par), lahko tudi solo ali pa skupinsko (kolo).
Koreografija nekaterih plesov preteklosti je danes že pozabljena. Zgodovina evropske umetne glasbe pozna številne vrste plesov, ki se zrcalijo večinoma le še v okviru skladb: alemanda, sarabanda, couranta, gigue, poloneza, mazurka, galiarda, pavana, gavota, siciliana, menuet, habanera, itd. Od zgodovinskih plesov je morda najbolj priljubljen ples četvorka.•	Ples je umetnost, ki se izraža skozi glasbo. Razvil se je spontano kot želja po svobodi gibanja, izražanja čustev, občutkov itd. Še vedno ne vemo, kam bi uvrstili ples- v šport ali umetnost. Še danes pa ne vemo točno kakšen delež zavzema eno in drugo. Danes poznamo tri vidike, ki opredeljujejo ples. To so šport, umetnost in zabava. Ples je šport, ki je tudi tekmovalen in ima veliko različnih zvrsti. Je umetnost in izraža neko lepoto, naj so to gibi, mimika, ritem itd. Danes pa je še najpomembnejše, da je zabava. Ljudje se dejansko zabavajo ob plesu in se družijo med seboj ter tudi spoznavajo nove ljudi. 
•	  Nekaj sposobnosti, ki jih mora imeti večina športnih plesalcev so moč, hitrost, gibljivost, vzdržljivost, ravnotežje, kondicija, itd. Vsak plesalec mora imeti trenerja, ki ga vodi skozi ples, načrtuje trening, ga na nek način izobražuje in je tisti, ki mu daje zagon. Plesalec si tudi mora postaviti svoje osebne cilje, nekatere med temi tudi dolgoročne, kateri ga nato spodbujajo za nadaljevalno treniranje in mu vlivajo voljo do doseganja teh ciljev, ki jih zmore. Vsak pa si seveda mora zastaviti cilje, ki jih zmore doseči, ne pozabimo pa da z voljo noben cilj ni nemogoč. Vsak športnik pa mora biti kondicijsko oziroma telesno pripravljen prav tako pa tudi psihično. 
Psihologi so s pomočjo raziskav odkrili, da smo ljudje sposobni iz plesnega gibanja razbrati osnovna čustva (veselje, žalost, jeza, strah).
"Beseda pove samo en del, najslabši. Čim manj govorim, tem jasneje se razodevam. Ples je še nad glasbo." (Izidor Cankar, v romanu S poti ).

## Moderni in športni ples
Ples kot družaben dogodek ima več funkcij, a v najbolj osnovnem smislu gre za čas "ko se obrazi dolgočasijo in ritke kratkočasijo". Dvorna in salonska družba je potrebovala rekreacijo, prekrvavitev, neke vrste kardiovaskularno vadbo. Ples je omogočal nek vnos anarhičnosti in neprimernosti, ki je sprostila vse prisotne. Učenje plesa je tako dobra veščina v kateri naj trpijo najbolj učitelji telovadbe in ženski prsti. Folklorni plesi so vedno vstopali v družbeno življenje.
Mogoče najbolj nenavadna stvar, ki se je zgodila plesu, je tekmovalno plesanje. Sicer zelo anarhična dejavnost, sprostitev na zabavi, je v tekmovalni obliki postala mehanizem hierarhije. Stopanje po prstih, prekršek nerodnosti, postane v samovšečni tekmovalnosti podoben dvojnemu vodenju v košarki. Podobno kot se razpravlja, ali je športni spektakel nogometne tekme ogled nečesa lepega, se razpravlja tudi, ali je gledanje plesne aktivnosti, njeno občudovanje, nekaj kar bi bil športni spektakel. Dileme, ki so skupne umetnostnemu drsanju ali sinhronem plavanju, so mučne. 
Klasični (evropski) plesi:
- Valček (Dunajski valček, angleški valček, bostonski, country valček...)
- foxtrot (Quickstep, Slowfox,...)
- tango
- One-step, Two-step
- Blues

Boogie (swing) ples:
- Lindy-hop
- Stomp (ili Stump)
- Jitterbug
- Boogie-woogie
- Swing-step
- Shag
- West-Coast swing
- East-Coast swing
- Jive
- Rock'n'Roll ("salonski" do akrobatski)
- Hustle
- Disco fox

Latino-ameriški plesi:
- Bolero, rumba)
- Cha-cha-cha
- Mambo
- Salsa
- kubanska rumba
- Merengue
- Bachata
- Pačanga
- Samba
- Paso doble

Standardni plesi:
- angleški valček
- Tango
- Dunajski valček
- Fokstrot
- Slowfox
- Quickstep
- Argentinski tango

Tradicionalni plesi
- Polka

Modni plesi:
- Charleston
- Shimi
- Twist
- Boogaloo
- Calypso
- Bossa-nova
- Lambada
- Reggaeton

Street Dance:
- Locking
- Popping
- Breakdance
- Hip Hop
- House
- Krump

## Tekmovanja
Plesna tekmovanja so organiziran dogodek v katerem tekmovalci v določenem času ali določenem slogu nastopajo pred več sodniki za denarne nagrade ali medalje. Plesna tekmovanja se razlikujejo po slogu plesalcev. Tekmovanja so raven šole, ki povezuje plesne učitelje, koreografe, poklicne plesalce in učence med različnimi plesnimi studii. Tekmovanje je lahko dolgo tudi do 4 dni, poznamo tudi plesna vztrajnostna tekmovanja. Tekmovanja omogočijo zabaven način, da predstavijo plesalke in plesalci svoje talente in hkrati nudijo razvedrilo za starše in ljubljene. Nekatere tekmovanja so omejena glede na število nastopajočih ali starostno skupino. Delijo se še na odprta tekmovanja, kjer se ocenjuje izvedbo, a lahko pristopi vsak k tekmovanju (TV oddaja So You Think You Can Dance). Ples ni olimpijska disciplina, si za to vidno prizadeva vse od leta 1930. Ker je ples vizualna predstava, se je vidno okrepilo promoviranje plesa z izumom televizije in filma.

## Plesanje kot komunikacija
Ples je v marsičem govorica v gibanju. Vnaprej predpisani gibi nadomeščajo govor in izrabljajo telo za sporočanje. Sporočanje s plesom v zgodnjih plemenskih skupnostih opredeljuje skupno izročilo, a tudi definira primerno vedenje v skupnosti onkraj besedil in pripovedi. Ples je namreč izrazito nebesedno vedenje. 
Značilni ritualni plesi imajo veliko kodiranih vsebin, opisujejo odnos do neveste, odnos do zemlje, kmetijstva, do narave, do mladoporočencev, do otrok, do zime, do zapeljevanja, do moškosti. Velikokrat je zahtevnost plesov tudi preizkušnja fizične sposobnosti.